# Nupserha laticollis
Nupserha laticollis là một loài bọ cánh cứng trong họ Cerambycidae.